# Molten

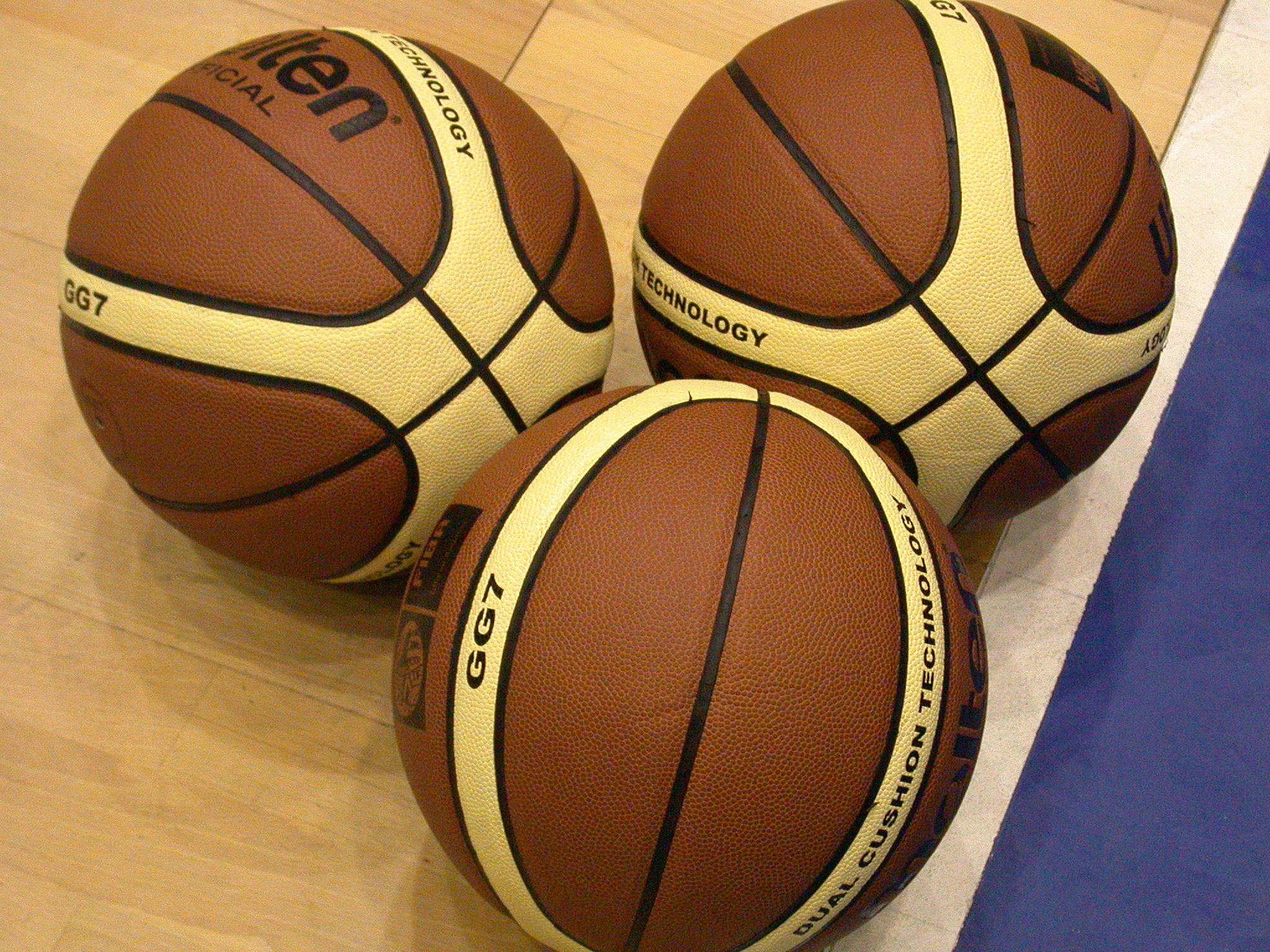
由 Molten 提供的 FIBA 官方用球

Molten日语： Kabushiki-gaisha Moruten */? ，是一家總部設立於日本廣島縣的體育用品與汽車部品供應商。
該公司所生產的足球、籃球、排球、手球常被選用於國際正式比賽、業餘比賽以及錦標賽之中。並且，值得注意的是，目前 Molten 提供籃球給所有由 FIBA 所舉辦的各大國際比賽中，並且是除了北美以外最多籃球比賽所選用的籃球製造商。
在歐洲地區內的歐洲籃球聯賽2006-07 賽季中 Molten 為其提供比賽用球，然而在這之後，歐洲歐洲籃球聯賽的管理者，歐洲籃球聯賽（公司）更換了籃球供應商為耐吉（NIKE）。  Molten 目前也是美國女排和NCAA錦標賽的排球供應商。
自從2012年以來，Molten 也為歐洲部分的國家職業足球聯賽提供了它們所生產的足球，並且它們第一次以官方供應商形式提供比賽用球的球隊是亞美尼亞足球甲級聯賽的艾拉斯克特。
它們為2006年世界盃足球賽官方比賽用球團隊之星提供技術，以及成為了2006年世界盃足球賽中阿迪達斯（adidas）的OEM廠商。

## 公司沿革
Molten成立於1958年，是當時世上最大的球類與運動裝備製造商。Molten 位在美國的分公司成立於1983年，自此正式將自行研發的球類推向美國運動市場。其美國分公司原總部設置在南加州，後於1988年搬遷至北內華達州並且持續稱呼雷諾–史帕克斯區為他們的家。
僅僅在 Molten 成立六年後，它們所生產的籃球，排球以及足球變成為了1964年東京奧運的官方比賽用球。 在此之後，Molten 生產的籃球也成為1984年洛杉磯奧運，1988年漢城奧運（漢城現稱首爾），1992年巴塞隆納奧運，1996年亞特蘭大奧運，2000年雪梨奧運，2004年雅典奧運，2008年北京奧運以及2012年倫敦奧運指定的官方比賽用球。Molten 至今25年也一直是國際籃球總會 (FIBA) 男子、女子世界盃籃球賽的官方用球供應商，該項賽是首次於美國舉辦是在2002年8月的2002年世界籃球錦標賽並且舉辦城市是印第安納波利斯。
Molten 生產的排球在1997年受到美國國家排球隊所選用，並且2001年時更受到美國男子與女子青年國家排球隊所選用。當前，美國國內的許多俱樂部、地區協會、高中、大學以及錦標賽皆是使用 Molten 的排球。2012年， Molten 生產的足球正式登陸到歐洲足壇中，並成為亞美尼亞足球甲級聯賽艾拉斯克特的官方指定用球。
Molten 當今在世界各地為各個非營利組織以及頂級聯賽提供自己所生產的球類。
目前臺灣地區 Molten 由佐儀股份有限公司作為官方代理商。

## 資料來源
1. 1 2  . モルテン.   [2014-06-15]. （原始内容存档于2015-05-07）.
2. 1 2  . 建設業情報管理センター.   [2014-06-15]. （原始内容存档于2020-10-25）.
3. ↑  . Euroleague Basketball. 2007-06-28  [2007-07-02]. （原始内容存档于2007-07-01）.
4. ↑  . 佐儀股份有限公司.   [2015-10-11]. （原始内容存档于2020-11-13）.

## 外部連結
- Molten 國際網站（页面存档备份，存于）
- Molten 美國官網（页面存档备份，存于）
- Molten 籃球營（页面存档备份，存于）